# Bernhard Witkop
Bernhard Witkop (* 9. Mai 1917 in Freiburg im Breisgau; † 22. November 2010 in Chevy Chase, Maryland) war ein deutsch-US-amerikanischer Chemiker und Professor für Organische Chemie.

## Leben und Werk
Witkop wurde als Sohn von Philipp Witkop – Professor für neuere deutsche Literatur an der Albert-Ludwigs-Universität Freiburg – und seiner Frau Hedwig Hirschborn im Mai 1917 geboren. Einem Rat des späteren Chemie-Nobelpreisträgers Richard Willstätter folgend, nahm er das Chemiestudium an der Ludwig-Maximilians-Universität München auf und wurde bereits 23-jährig mit einer Arbeit über die Isolierung und Kristallisation des Knollenblätterpilz-Giftes Phalloidin 1940 promoviert. Sein Doktorvater war Heinrich Otto Wieland, der sich schützend vor Bernhard Witkop stellte und so den (im Nazi-Jargon) halbjüdischen Chemiker schützte. Witkop blieb in München und Weihenstephan und habilitierte sich 1946 an der LMU München. 1947 wanderte Witkop in die USA aus. Ein Stipendium ermöglichte ihm Forschungsarbeiten an der Harvard University. Dort befreundete er sich mit dem Naturstoffchemiker und späteren Nobelpreisträger Robert Burns Woodward. Ab 1950 wirkte Witkop am National Institute of Arthritis and Metabolic Disesases, einem Teilinstitut der National Institutes of Health in Bethesda in Maryland, wo er das „Laboratory of Chemistry“ von 1957 bis 1987 leitete.
In seinen letzten Lebensjahrzehnten beschäftigte Witkop sich mit der Geschichte und Philosophie der Naturwissenschaften. Unter anderem setzte er sich dabei mit dem Wirken von Emil Fischer, Heinrich Otto Wieland, Theodor Wieland, Percy Julian und Munio Kotake auseinander.
Er veröffentlichte etwa 370 Artikel in wissenschaftlichen Zeitschriften.
Bernhard Witkop war von 1945 bis zu seinem Tod mit Marlene Prinz Witkop verheiratet, mit der er drei Kinder hatte.

## Preise und Auszeichnungen (Auswahl)
- 1969: Mitglied der National Academy of Sciences
- 1971: Mitglied der Leopoldina[2]
- 1971: Paul-Karrer-Medaille der Universität Zürich
- 1975: Orden des Heiligen Schatzes des Kaisers von Japan
- 1978: Aufnahme in die American Academy of Arts and Sciences
- 1990: Goldenes Doktordiplom der LMU München
- 1999: Mitglied der American Philosophical Society
- Mitglied der Europäischen Akademie der Wissenschaften und Künste